# Top Christian Albums
Top Christian Albums es una lista semanal publicada en la revista Billboard que clasifica los álbumes cristianos con mejor desempeño en los Estados Unidos. Al igual que el Billboard 200, Nielsen Soundscan recopila los datos en función de las ventas físicas y digitales semanales de cada álbum, así como de la transmisión a pedido y las ventas digitales de sus pistas individuales. El gráfico se presentó en la edición de la revista con fecha del 29 de marzo de 1980 bajo el título Best Selling Inspirational LPs ("LP's inspiradores más vendidos" en español). El nombre actual fue adoptado el 16 de agosto de 2003, en un esfuerzo por "simplificar" los títulos de la lista. El primer álbum número uno fue Music Machine del grupo Candle. Age to Age de Amy Grant, lanzado en 1982, encabezó la lista durante 85 semanas consecutivas, la racha más larga para cualquier álbum en la lista.
A partir de la edición del 6 de marzo de 2021, el álbum número uno actual es Look Up Child de Lauren Daigle.

## Álbumes
| Length | Release date          | Albums            | Artists                  |
| ------ | --------------------- | ----------------- | ------------------------ |
| 34:24  | 14 de octubre de 2008 | The Dawn of Grace | Sixpence None the Richer |
| 40:17  | 8 de marzo de 2005    | The Fall of Rome  | Winter Solstice          |

## Hitos de artista
| Artista               | Cantidad | Ref.   |
| --------------------- | -------- | ------ |
| Amy Grant             | 17       | [ 6 ]  |
| Michael W. Smith      | 16       | [ 7 ]  |
| MercyMe               | 11       | [ 8 ]  |
| Steven Curtis Chapman | 9        | [ 9 ]  |
| Passion               | 9        | [ 10 ] |
| Lecrae                | 9        | [ 11 ] |
| Hillsong United       | 8        | [ 12 ] |
| Chris Tomlin          | 8        | [ 13 ] |
| Casting Crowns        | 7        | [ 14 ] |
| Third Day             | 7        | [ 15 ] |
| Jeremy Camp           | 7        | [ 16 ] |
| Newsboys              | 7        | [ 17 ] |
| Hillsong Worship      | 7        | [ 18 ] |

| Artista               | Semanas | Ref.   |
| --------------------- | ------- | ------ |
| Amy Grant             | 333     | [ 19 ] |
| Sandi Patti           | 112     | [ 20 ] |
| Lauren Daigle         | 108     | [ 21 ] |
| Michael W. Smith      | 86      | [ 22 ] |
| Kirk Franklin         | 79      | [ 23 ] |
| Carman                | 64      | [ 24 ] |
| Steven Curtis Chapman | 62      | [ 25 ] |
| Casting Crowns        | 60      | [ 14 ] |
| MercyMe               | 59      | [ 26 ] |
| P.O.D.                | 54      | [ 27 ] |
| dc Talk               | 53      | [ 28 ] |
| Switchfoot            | 48      | [ 29 ] |
| Petra                 | 44      | [ 30 ] |

## Hitos de álbumes

### La mayoría de las semanas en la lista
Los siguientes álbumes han pasado al menos 200 semanas en la lista:
| No. | Artista            | S.E.L.L. | Álbum                                          | Ref.   |
| --- | ------------------ | -------- | ---------------------------------------------- | ------ |
| 1   | Amy Grant          | 381      | The Collection                                 | [ 31 ] |
| 2   | Hillsong UNITED    | 360      | Zion                                           | [ 32 ] |
| 3   | Skillet            | 334      | Awake                                          | [ 33 ] |
| 4   | for KING & COUNTRY | 296      | RUN WILD. LIVE FREE. LOVE STRONG.              | [ 34 ] |
| 5   | Lauren Daigle      | 288      | How Can It Be                                  | [ 35 ] |
| 6   | Amy Grant          | 286      | Age to Age                                     | [ 36 ] |
| 7   | NF                 | 272      | Mansion                                        | [ 37 ] |
| 8   | Elvis Presley      | 267      | Elvis: Ulimate Gospel                          | [ 38 ] |
| 9   | Chris Tomlin       | 263      | How Great Is Our God: The Essential Collection | [ 39 ] |
| 10  | Sandi Patty        | 257      | More than Wonderful                            | [ 40 ] |
| 11  | tobyMac            | 254      | This Is Not a Test                             | [ 41 ] |
| 12  | Elevation Worship  | 244      | Here as in Heaven                              | [ 42 ] |
| 13  | Sandi Patty        | 237      | Hymns Just For You                             | [ 43 ] |
| 14  | NF                 | 233      | Therapy Session                                | [ 44 ] |
| 15  | Skillet            | 218      | Unleashed                                      | [ 45 ] |
| 16  | Skillet            | 207      | Comatose                                       | [ 46 ] |
| 17  | Hillsong Worship   | 205      | Let There Be Light                             | [ 47 ] |

| dagger | Álbum actualmente en las listas, a partir del 17 de octubre de 2020 |